# 616 Elly
616 Elly
616 Elly là một tiểu hành tinh ở vành đai chính, thuộc nhóm tiểu hành tinh Maria. Nó được August Kopff phát hiện ngày 17.10.1906 ở Heidelberg và được đặt theo tên Elly Boehm (Elly Meyer-Ellès), dịch giả, vợ của Karl Boehm, nhà toán học Đức